# Moritz, lieber Moritz
Moritz, lieber Moritz è un film del 1978 diretto da Hark Bohm.
Si tratta del secondo film, dopo Nordsee ist Mordsee (1976) in cui Hark Bohm affronta i problemi dei giovani durante l'adolescenza.
Ha partecipato alla 28ª edizione del Festival internazionale del cinema di Berlino.

## Trama
Moritz ha quindici anni ed è nel pieno della pubertà. Sebbene la sua famiglia continui a vivere in una grande villa ad Amburgo, i suoi genitori sono in bancarotta ed è solo una questione di tempo prima che siano costretti a cambiare casa. In questo periodo difficile per lui, Moritz viene spesso lasciato a se stesso. Sua nonna, che era una volta una figura centrale nella sua vita, è stata condotta in una casa di riposo dove è continuamente molestata dalle badanti che non hanno tempo per occuparsi di lei. Quando Moritz le fa visita, la donna gli chiede l'eutanasia.
La sua vita sembra finalmente prendere una svolta quando incontra la bella e simpatica Barbara ed una rock band. 

## Produzione
Tutte le scene sono state girate ad Amburgo. La villa degli Struckmann si trova sulla Elbchaussee a Nienstedten sulla Baron-Voght-Straße.  Il film è stato anche girato al molo di Teufelsbrück, oltre che a St. Pauli e nella Chiesa di San Michele.

## Riconoscimenti
- 1978 - Festival di Berlino
  - Interfilm Award - Raccomandazione
  - Nomination Orso d'oro